# Sparasion bicoronatum
Sparasion bicoronatum är en stekelart som beskrevs av Jean-Jacques Kieffer 1906. Sparasion bicoronatum ingår i släktet Sparasion och familjen Scelionidae. Inga underarter finns listade i Catalogue of Life.